# Distretto di Antsirabe I
Il distretto di Antsirabe I è un distretto del Madagascar situato nella regione di Vakinankaratra. Ha per capoluogo la città di Antsirabe che è anche capoluogo della regione di Vakinankaratra.
La popolazione è pari a 225 965 abitanti (censimento 2011)